# Distretto di Kahta
Il distretto di Kahta (in turco Kahta ilçesi) è uno dei distretti della provincia di Adıyaman, in Turchia.
| Controllo di autorità | VIAF (EN) 144482147 · LCCN (EN) n2009044929 |